# 1623
1623 (MDCXXIII) byl rok, který dle gregoriánského kalendáře započal nedělí.

## Události
- 6. srpna – byl zvolen papež Urban VIII.
- 14. prosince – patent císaře Ferdinanda II. o státním bankrotu. Oběživo ztratilo 86–98% hodnoty. Důsledek ochuzování měny.
- První doložená zmínka o konzumaci brambor v českých zemích, hostina u místodržícího Viléma Slavaty
- Ambonský masakr: Holanďané ničí anglickou základnu na Ambonu ve východních Indiích
- Wihelm Schickard vynalezl mechanickou kalkulačku, zachovala se pouze dokumentace a náčrtky

### Probíhající události
- 1568–1648 – Nizozemská revoluce
- 1568–1648 – Osmdesátiletá válka
- 1618–1648 – Třicetiletá válka
- 1619–1626 – Povstání Gabriela Betlena

## Narození

#### Česko
- 17. srpna – Jan Tanner, český jezuita a spisovatel († 4. listopadu 1694)
- neznámé datum
  - Jakub Jan Václav Dobřenský z Černého Mostu, lékař, alchymista a astronom († 3. března 1697)

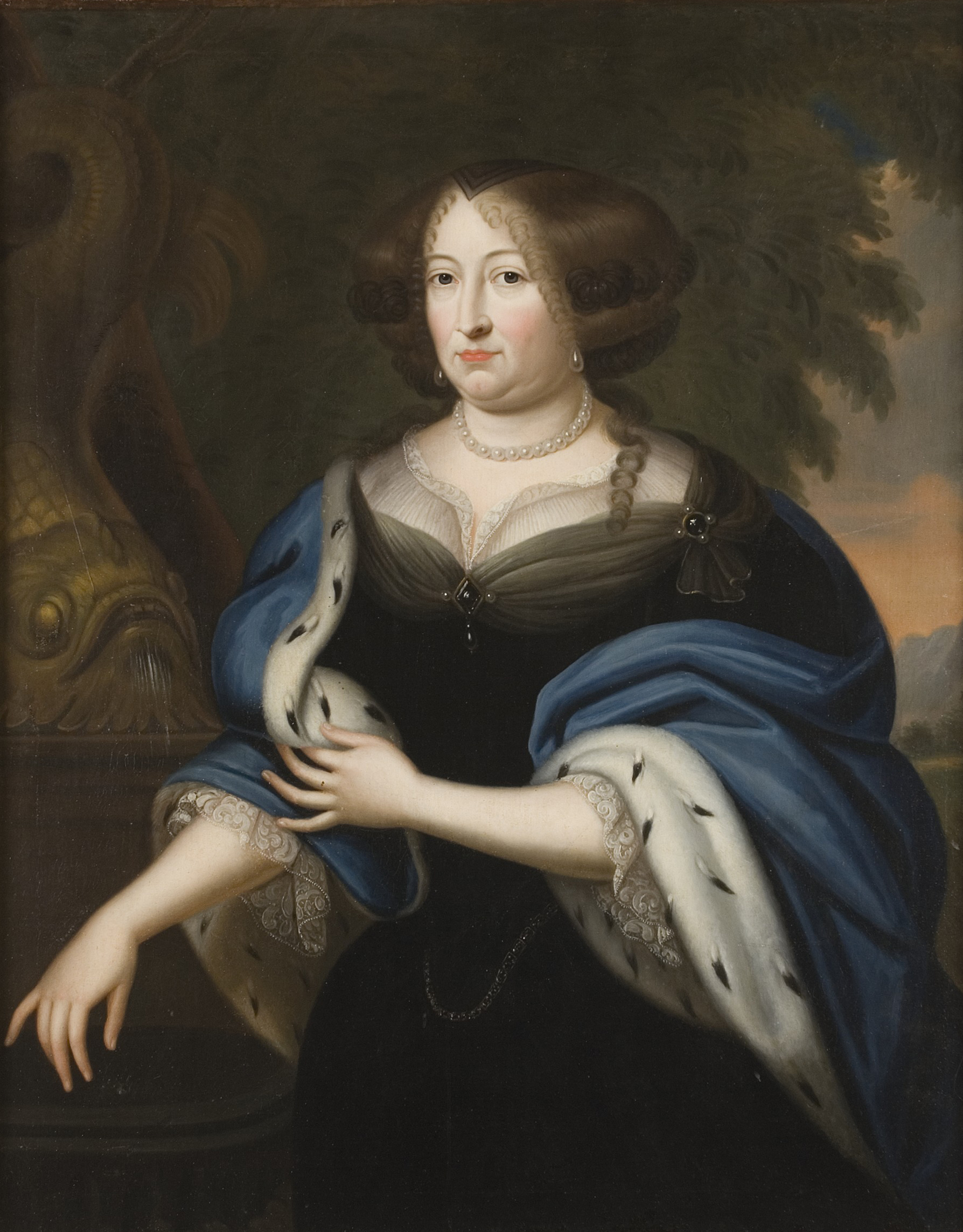
Hedvika Žofie Braniborská (* 14. července)

#### Svět
- 25. ledna – Algernon Sidney, anglický politik a člen Dlouhého parlamentu († 7. prosince 1683)

- 11. dubna – Decio Azzolino, italský kardinál († 8. června 1689)
- 20. dubna – Olimpia Aldobrandiniová, členka římské rodiny Aldobrandini a jediná dědička († 18. prosince 1681)
- 30. dubna – François de Montmorency-Laval, francouzský katolický biskup Québecu, světec († 6. května 1708)
- 26. května – William Petty, anglický ekonom († 16. prosince 1687)
- 19. června – Blaise Pascal, francouzský matematik, fyzik, spisovatel, teolog a náboženský filozof († 19. srpna 1662)
- 25. června – Giuseppe Tricarico, italský hudební skladatel († 14. listopadu 1697)
- 06. července – Jacopo Melani, italský zpěvák, varhaník a hudební skladatel († 18. srpna 1676)
- 14. července – Hedvika Žofie Braniborská, lankraběnka a regentka Hesensko-Kasselska († 26. června 1683)
- 05. srpna – Pietro Antonio Cesti, italský operní skladatel († 14. říjen 1669)
- 10. září – Carpoforo Tencalla, italsko-švýcarský malíř († 9. března 1685)
- 09. října – Ferdinand Verbiest, vlámský misionář, teolog, matematik a astronom († 28. ledna 1688)
- 28. října – Johann Grueber, rakouský jezuitský misionář a astronom († 30. září 1680)
- 09. prosince – Gundakar z Ditrichštejna, rakouský šlechtic († 25. ledna 1690)
- neznámé datum
  - Margaret Cavendishová, anglická šlechtična, spisovatelka a filozofka († 15. prosince 1673)
  - Hendrick van Balen mladší, vlámský malíř († 1661)
  - Pieter Janssens Elinga, nizozemský malíř († 1682)
  - Reinier Zeeman, nizozemský malíř († 1688)
  - Ču Jou-lang, čínský císař († 1662)

## Úmrtí

#### Česko
- 10. dubna – Adam ze Šternberka, šlechtic a vysoký zemský úředník (* před 1560)
- 24. června – Zdeněk IV. Brtnický z Valdštejna, český šlechtic (* 12. května 1581/2)
- 08. července – Jan Čejka z Olbramovic, šlechtic a rytíř (* 1565/66)

- 13. října – Martin Špetle z Třibřich a Ostřešan, český diplomat (* 19. července 1544)
- neznámé datum
  - Šimon Lomnický, spisovatel (* 1552)

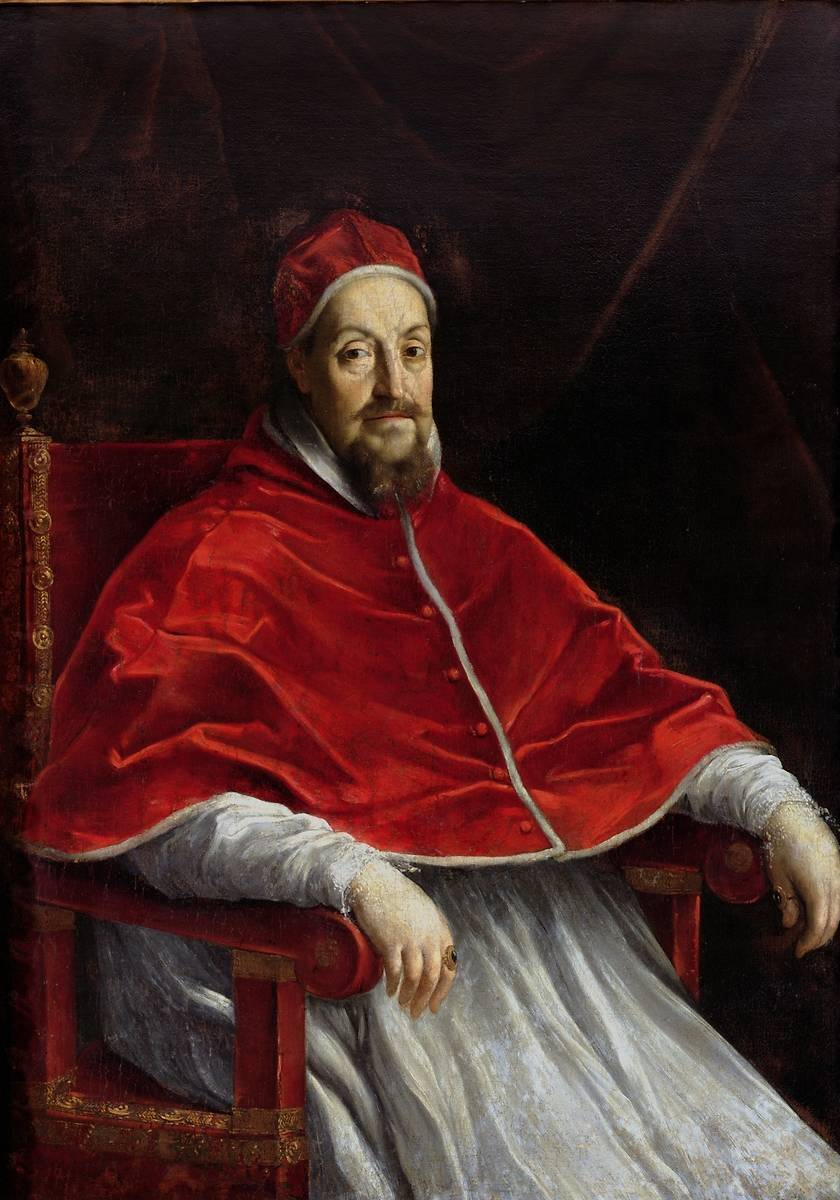
Papež Řehoř XV. († 8. července)

#### Svět
- 18. ledna – Kara Davud Paša, osmanský velkovezír v roce 1622 (* 1570)
- 17. března – Hieronymus Francken II., vlámský malíř (* 1578)
- 25. března – Henri de La Tour, francouzský šlechtic, maršál Francie (* 28. září 1555)
- 19. dubna – Kagekacu Uesugi, japonský daimjó (* 8. ledna 1556)
- 04. července – William Byrd, anglický resenesanční hudební skladatel (* ? 1543)
- 08. července – Řehoř XV., papež (* 9. ledna 1554)
- 06. srpna – Anne Hathaway, manželka Williama Shakespeara (* 1556)
- 10. září – Halime Sultan, osmanská Valide sultan během vlády Mustafy I. (* ?)
- 12. listopadu – Svatý Josafat Kuncevič, arcibiskup polocký, světec Řeckokatolické církve (* 1580)
- 13. listopadu – Erdmuthe Braniborská, braniborská princezna a pomořanská vévodkyně (* 26. června 1561)
- neznámé datum
  - Daniel Paulina, slovenský evangelický kněz, spisovatel a filozof (* ?)
  - Agostino Bugiardini, italský sochař (* ?)
  - Thomas Hughes, anglický právník a dramatik (* 1571)
  - Gosvámí Tulsídás, indický básník a hinduistický duchovní (* 1532)
  - Li San-cchaj, čínský mingský politik (* ?)

## Hlavy států
- Anglie – Jakub I. Stuart (1603–1625)
- Francie – Ludvík XIII. (1610–1643)
- Habsburská monarchie – Ferdinand II. (1619–1637)
- Osmanská říše – Mustafa I. (1622–1623) / Murad IV. (1623–1640)
- Polsko-litevská unie – Zikmund III. Vasa (1587–1632)
- Rusko – Michail I. (1613–1645)
- Španělsko – Filip IV. (1621–1665)
- Švédsko – Gustav II. Adolf (1611–1632)
- Papež – Řehoř XV. (1621–1623) / Urban VIII. (1623–1644)
- Perská říše – Abbás I. Veliký